# Roberto Goveani
Roberto Goveani (Pinerolo, 14 agosto 1957) è un dirigente sportivo italiano, ex notaio e già presidente del Torino Calcio nel 1993.

## Biografia
Nato a Pinerolo nel 1957, si laureò in giurisprudenza nel 1979 e acquisì il notariato nel 1984.
Nel 1988 assunse la presidenza della Pallacanestro Pinerolo, con la quale giunse fino alle soglie della Serie B. Da notaio ratificò nel 1989 la cessione del Torino Calcio da parte della coppia di imprenditori Mario Gerbi e Michele De Finis al successore Gian Mauro Borsano, entrando anche nel consiglio d'amministrazione della società.
A febbraio 1993 rilevò lui stesso la squadra granata, versante in gravi difficoltà economiche, divenendo all'epoca, a 35 anni, il più giovane presidente di Serie A; la cessione fu in seguito oggetto d'indagine, in quanto la magistratura ritenne di rilevarvi un illecito da prestanomismo. Sotto la sua presidenza il Torino vinse la Coppa Italia 1992-93, ma alla fine della stagione la società entrò in crisi arrivando a un passo dalla bancarotta, e poco dopo le azioni furono poste sotto sequestro dalla magistratura per irregolarità contabili e societarie; a ciò fecero seguito le dimissioni di Goveani dalla presidenza unite a capi di imputazione di concorso in bancarotta fraudolenta, falso in bilancio e appropriazione indebita per i quali Goveani fu arrestato nel giugno 1994 e assolto nel 1998 limitatamente a tale ultimo reato; per quanto riguarda l'abuso d'ufficio fu condannato nel 2000 ma l'accusa cadde in prescrizione prima del secondo grado di giudizio.
Goveani fu, in seguito, presidente di altre società calcistiche italiane ed estere: Capri, Calangianus nel 1997, Ischia, la maltese Msida St Joseph e la Nuorese nel 2004, quest'ultima esclusa dal campionato di C2 nel 2008 per irregolarità di bilancio, a seguito di cui si dimise dalla carica. Nel luglio 2012 Goveani acquisì la proprietà del Casale, insediando alla presidenza della società suo figlio Umberto; l'esperienza durò solo sei mesi, e a gennaio 2013 la società fu ceduta. Nel 2013 ebbe una nuova esperienza nel mondo del calcio, avendo detenuto per breve tempo la proprietà dell'Olbia. Più tardi, a dicembre, ricevette un anno di sospensione dall'ordine dei notai a seguito di irregolarità riguardanti la sottrazione di diverse centinaia di migliaia di euro ricevuti dai clienti per il pagamento di tasse e imposte di vario genere.
All'inizio del 2020 fu accusato di frode fiscale per vicende legate al fallimento della squadra di basket dell'Auxilium Torino.